# Adam Schmitt
Adam Schmitt é um cantor, compositor e guitarrista de Champaign, Illinois, Estados Unidos.

## História
De acordo com texto no Allmusic, por Heather Phares, Adam Schmitt ganhou reconhecimento no início da década de 1990, com o lançamento, em 1991, de seu primeiro álbum, World So Bright - que contém o power pop de músicas como "World So Bright" e "My Killer". O crítico John Perkins afirma que ele gravou o disco todo sozinho, apenas precisando do auxílio de integrantes (Kenny Aronoff e Lisa Germano, segundo Dan LeRoy) da banda de John Mellencamp para a bateria e violino. Também cita que "a primeira vez que ouvi a Top-40, em um universo alternativo, "Can't Get You on My Mind", eu tive que ouvir isso de novo - e de novo". Dan LeRoy (Allmusic) coloca que "o disco inclui, pelo menos, uma meia dúzia de tesouros power pop" entre suas 12 composições, incluindo "Garden of Love", "Dead End", "Can't Get You on My Mind" e "My Killer"; porém, lamenta que "tudo parecia apontar o caminho para o sucesso mainstream, que não funciona dessa maneira". O disco "foi um dos desenvolvimentos musicais mais infelizes dos  anos 90".
Heather Phares acrescenta: em 1993 o álbum Illiterature fez críticos saudarem-no como um jovem gênio pop. No Allmusic, Stewart Mason também fala do álbum: "Illiterature é um grande registro, mais ruidoso do que World So Bright, o que não é, em si, uma coisa ruim; mas o estilo grunge das músicas obscurece o seu charme, incluindo o alongamento inútil de várias composições". Um terceiro álbum apresentou demora no lançamento por parte da Reprise Records. Schmitt, então, decidiu gravar outros artistas; fazendo engenharia, produção e masterização de músicas para Tommy Keene, Hum, Beezus, Robynn Ragland e outros, em seu estúdio caseiro. Em 1998, seu perfeccionismo e seu trabalho de produção adiaram o lançamento de seu terceiro álbum, Demolition, até ao inicio do século XXI. O disco saiu pela Parasol Records em 2001. Stewart Mason coloca que "Demolition soa como se pudesse ter sido gravado em uma única sessão", com músicas como "See Me Fall" e "Alone on a Crashing Place". Schmitt, depois deste disco, se tornou produtor, trabalhando com muitos dos artistas da gravadora.
Uma música de Adam Schmitt, "Speed Kills", está contida na coletânea Yellow Pills - The Best of American Pop! Volume 1. Uma edição da gravadora Big Deal (nos EUA) e Another Time (no Reino Unido), lançada em 1993. 
Mike Bennet diz que, desde que perdeu seu negócio principal da etiqueta Reprise, Adam Schmitt não descansou sobre os louros e ajudou um monte de bandas no estúdio. Ele só não divulgou nenhuma composição própria, desde então.

## Discografia

### Álbuns solo
- World So Bright (1991) – Warner/Reprise Records
- Illiterature (1993) – Warner/Reprise Records
- Demolition (2001) – Parasol Records

### Coletâneas
- Yellow Pills - The Best of American Pop! Volume 1 (1993) – Big Deal Records (música "Speed Kills")